# Бржезицкий, Франц Карлович
Франц Карлович Бржезицкий (4 сентября 1924, Житомир — 4 августа 2017, там же) — десятилетиями был последний на Украине из уцелевших заключенных концлагеря Майданек.

## Биография
Франц Карлович Бржезицкий родился 4 сентября 1924 года в Житомире. Родителей в 1938 году арестовали (мать позже отпустили, а отца осудили и реабилитировали посмертно)..
С начала оккупации Житомира Франц активно участвовал в подпольном движении и плотно сотрудничал с антифашистами. Однако нацисты и коллаборационисты вычислили его и арестовали. Несмотря на то, что Франц знал лично все руководство подпольной организации, он не выдал ни одного человека. Его решили расстрелять и посадили в камеру смертников. 13 февраля 1943 года его отослали в лагерь смерти Майданек. Ему удалось прожить в нём более года. Как вспоминал это время сам Франц Бржезицкий:

Многие говорят: немцы плохие, русские плохие. Неверно это, очень неверно. Плохими бывают люди, а не национальности. Я всегда говорил так: гитлеровцы и сталинисты. Это они преступники. А среди русских, немцев очень много хороших людей. Благодаря им я остался жив. Немца Зента из концлагеря Майданек буду помнить даже перед смертью. Он не знал по-русски ни одного слова, на мигах общался, но старался всем помочь. Я помню, как немецкий надзиратель Якуб бил заключенных ногами, унижал, а Зент к нему подошел и говорит: ты идиот, если я увижу, что ты бьешь заключенных, то я тебе так в морду дам, что ты никогда не встанешь
За время пребывания в лагере ему несколько раз чудом удалось избежать смерти. Первый раз его хотел убить эсэсовец-садист, любивший забивать до смерти узников сапогом. Нациста опередил «старший рабочий» польский еврей Юзеф Зингер, который, ударив несколько раз Франца, оттолкнул того от эсэсовца в толпу людей, а ночью пришел извиниться, объяснив свои действия.
Второй раз он чуть не умер в лагерном лазарете, когда у него открылось кровотечение на старой ране, сделанной немцем ещё в житомирском СД, и один из заключенных, лагерный врач Новак, смог остановить кровотечение и сделал операцию, предотвратив гангрену. Во время визита эсэсовцев ему пришлось прыгнуть в контейнер с дерьмом, который стоял под стеной, и там он смог спастись от того, чтобы его послали в газовую камеру. По словам Франца Бржезицкого: 

У меня есть секрет, который я хочу оставить молодым. Часто думаю: как я остался жив в Майданеке? Там многие с ума сходили. Бросались на проволоку, стоя умирали, а мне всегда хватало времени и мужества во время построения помолиться богу: Господи, Матерь Божа, помоги мне, чтоб я не сошел с ума, чтоб я при сознании умер. Этого мне хватало. Что-то мне всегда подсказывало, что нужно сделать, как поступить. Это правда. У меня нет злобы ни к нацистскому режиму, ни к сталинскому. Было проклятое время, не только для меня одного: Бог им судья (Сталину и Гитлеру). Но злобы у меня нет
В концлагере он не мог помыться и вечно мучился от укусов тысяч блох. Но через три месяца пребывания в концлагере ему дали помыться и даже одели в гражданскую одежду, как оказалось впоследствии, в тот день, Майданек посещала делегация Красного Креста. В книге Юзефа Маршалека «Майданек» (Варшава, 1987) на одном из фото, которое подписано — «Строительство дороги, 1943 год» он запечатлен.
В апреле 1944 года Бржезицкого перевели в концлагерь Гросрозен. Из него он попал в лагерь Ляйтмериц.
Уже через короткое время Бржезицкого забрали в армию, он был в Дрездене и Ковеле. В армии, после того как он заступился за бывшего заключенного концлагеря перед гебистом, ему стали шить «контрреволюционную деятельность». Тогда вместе с другом, которого тоже ложно обвинили, они, связав охранника, ночью сбежали и вернулись домой в Житомир. Просидел четыре года в подвале, а потом кто-то из соседей настучал и его выдал. Он получил десять лет лагерей и был послан в ГУЛАГ. Отбыв там пять лет, он был досрочно освобожден в 1955 году и полностью реабилитирован.
В 2000-х Франца Карловича обокрали, и среди пропавшего оказалась и рукопись его книги о Майданеке. Украинская милиция не нашла ни преступников, ни рукописи.
Также в 2000 году Житомирский областной совет организации борцов антифашистского сопротивления исключил Бржезицкого из рядов организации за то, что на День Победы он шёл на демонстрации с польским флагом в руках. Впоследствии исключение было названо «недоразумением».
Статус участника войны Франц Бржезицкий получил только в 2003 году.
4 августа 2017 года Франц Бржезицкий скончался. Прощание с ним прошло 5 августа, в 12:00 на улице Новый Бульвар, 7 в Житомире.